# 氯酸钡
氯酸钡是一种无机化合物，为白色晶体，有毒。其化学式为Ba(ClO3)2。氯酸钡有时用于烟火制造，用来产生绿色发光。它也可用于氯酸生产。

## 制备
在实验室中，氯酸钡可以由电解氯化钡而成。
它可以由氯酸钙或氯酸钠和氯化钡发生复分解反应而成。
{\displaystyle \mathrm {BaCl_{2}+2\ NaClO_{3}\longrightarrow Ba(ClO_{3})_{2}+2\ NaCl} }
它也可以由氯酸铵和碳酸钡反应而成。
{\displaystyle \mathrm {2\ NH_{4}ClO_{3}+BaCO_{3}\longrightarrow Ba(ClO_{3})_{2}+2\ NH_{3}+H_{2}O+CO_{2}} }
它也可以由氢氧化钡和氯气反应而成。
{\displaystyle \mathrm {6\ Ba(OH)_{2}+6\ Cl_{2}\longrightarrow 5\ BaCl_{2}+Ba(ClO_{3})_{2}+6\ H_{2}O} }

## 化学性质
氯酸钡和硫酸反应，可以得到氯酸：
Ba(ClO3)2 + H2SO4 → BaSO4↓ + 2 HClO3
氯酸钡在250 °C时分解。
{\displaystyle \mathrm {Ba(ClO_{3})_{2}\longrightarrow BaCl_{2}+3\ O_{2}} }

## 物理性质
氯酸钡的一水合物是单斜晶系，空间群 C2/c (No. 15)。它的无水合物则是正交晶系的，空间群 Fd2d (No. 43)。